# Windows Live Family Safety
Windows Live Family Safety (voorheen Windows Live OneCare Family Safety), ontwikkeld door Microsoft, is een gratis service voor ouderlijk toezicht voor Microsoft Windows, wat is uitgebracht als onderdeel van de Windows Live-reeks. Het programma lijkt op de ouderlijk toezicht-functie van Windows Vista, waarmee gebruikers richtlijnen kunnen geven en beperkingen kunnen instellen voor kinderen op het web, en waarmee ouders de webactiviteiten van hun kinderen kunnen bekijken.

## Geschiedenis
Een voorproef van Windows Live OneCare Family Safety werd aan 3000 bètatesters aangeboden in maart 2006. Na meer dan anderhalf jaar van testen, werd de uiteindelijke versie op 6 november 2007 uitgebracht. Op 15 december 2008, kwam er een upgedate versie uit (versie 2009), met de nieuwe naam Windows Live Family Safety.

## Mogelijkheden
Windows Live Family Safety heeft de mogelijkheden van de meeste ouderlijk toezicht-programma's, zoals het blokkeren van bepaalde websites, het filteren van inhoud en het bekijken van webactiviteiten. Daarnaast biedt Family Safety ook een goede begeleiding van gewaardeerde kinderorganisaties (bijvoorbeeld het Amerikaanse American Academy of Pediatrics), in het stellen van grenzen, als het gaat om bijvoorbeeld webactiviteiten.
Ook kunnen ouders de contactpersonenlijsten van hun kinderen bewerken, zodat hun kinderen niet met onbekenden in contact kunnen komen, en dat hun kinderen alleen maar kunnen chatten met contactpersonen die de ouders goedkeuren.
De nieuwste versie van Family Safety kan worden geïnstalleerd met Windows Live Essentials.

## Beperkingen
Om Windows Live Family Safety te kunnen gebruiken, heeft de gebruiker een Windows Live ID nodig voor elk persoon dat de gebruiker wil controleren. De gebruikers moeten ook apart inloggen bij Family Safety, als ze zich op verschillende gebruikersaccounts van Windows aanmelden. Daarbij kunnen alleen volwassenen met een Windows Live ID Family Safety configureren.

## Systeemeisen
Windows XP met Service Pack 2 (alleen 32-bit editie), Windows Vista (32- of 64-bit editie), Windows 7 Bèta (32- of 64-bit editie), of Windows Server 2008. Het werkt met browsers zoals Internet Explorer 6 of nieuwer, Firefox 2.0 of nieuwer en Safari 3.0 of nieuwer.